# Khalid Almishri
Khalid Ammar Almishri (arabisch خالد عمار المشري, DMG Ḫālid ʿAmmār al-Mišrī, * 1967 in Zawiya) ist ein libyscher Politiker.
Am 8. April 2018 wurde er zum neuen Präsidenten des Hohen Staatsrats gewählt und gewann mit 64 gegen 45 Stimmen diese Position gegenüber Ex-Präsident Abdurraman Sewehli.
Aufgrund seines wirtschaftlichen Hintergrunds war er seit seiner Ernennung zum Vorsitzenden des Finanzausschusses im Allgemeinen Nationalkongress immer mit Finanzfragen und Wirtschaftsreformen beschäftigt.

## Kontroverse
Einige Beobachter von libyschen politischen Angelegenheiten beschuldigen Almashri, ein Politiker zu sein, der zu der berüchtigten Gruppe der Muslimbruderschaft gehört, während andere glauben, dass sich die islamische Gruppe spaltet und er nun einen neuen Trend in der Szene darstellt und politische und wirtschaftliche Reformen und nationale Versöhnung betreibt.